# Station Warszawa Żerań
Station Warszawa Żerań is een spoorwegstation in de Poolse plaats Warschau.